# Armando Diaz
Pour les articles homonymes, voir Armando Diaz (homonymie) et Diaz.
Armando Diaz (né le 5 décembre 1861 à Naples et mort le 29 février 1928 à Rome) est un général de haut rang de l'armée royale italienne, chef d'état-major des armées pendant la Première Guerre mondiale. Titré « duc de la Victoire » à la fin du conflit, il est ensuite ministre de la Guerre de 1922 à 1924 et est créé maréchal d'Italie.

## Biographie

### Carrière dans l'armée
De lointaines origines espagnoles du côté paternel, Armando Vittorio, Antonio Giovanni Nicola Diaz est né à Naples dans le palais situé au numéro 22 de la Strada Cavone a Sant'Eframo Nuovo, aujourd'hui via Francesco Saverio Correra, dans la section Avvocata. Fils de l'officier de marine et ingénieur du génie naval Don Ludovico, originaire de Gaète, et de Donna Irene dei baroni Cecconi, Armando commence très jeune sa carrière militaire comme élève à l'Académie militaire d'artillerie de Turin, où il devient officier. Il rejoint le 10e régiment d'artillerie de campagne en 1884 et le 1er régiment d'artillerie de campagne en 1890 avec le grade de capitaine. En 1894, il fréquente l'École de guerre, où il se classe premier, et deux ans plus tard, le 23 avril 1896, il épouse Sarah De Rosa-Mirabelli à Naples. De 1895 à 1896, il sert à l'état-major général, au secrétariat du général Alberto Pollio, et en 1899, il est promu major, commandant un bataillon du 26e régiment d'infanterie pendant 18 mois.
Lieutenant-colonel en 1905, il passe quelques années plus tard à la division de Florence comme chef d'état-major. En 1910, pendant la guerre italo-turque, il commande le 21e régiment d'infanterie et, l'année suivante, le 93e régiment d'infanterie en Libye,, qui s'était soudainement retrouvé sans commandement. Toujours en Libye, à Zanzur, il est blessé en 1912.

### Duc de la Victoire

#### Sous Cadorna
En 1915, lors de la déclaration d'intervention de l'Italie dans la Première Guerre mondiale, Luigi Cadorna le nomme général de brigade, avec affectation au corps d'état-major général en tant qu'attaché au commandement suprême du département des opérations. Mais en juin 1916, il demande à être affecté à une unité de combat. Promu général de division, il se voit confier le commandement de la 49e division de la 3e armée, et en avril 1917, il prend la tête du XXIIIe corps d'armée. Cette brève période avant Caporetto lui vaut la médaille d'argent de la valeur militaire pour une blessure à l'épaule.

#### Diriger l'armée et défendre le fleuve Piave
Le soir du 8 novembre 1917, il est appelé par décret royal à remplacer Luigi Cadorna comme chef d'état-major de l'armée italienne. Il déclare : « Je prends le poste de chef d'état-major de l'armée. Je compte sur la foi et l'abnégation de chacun ». Et encore, sur la condition de l'armée : « L'arme que je suis appelé à manier est émoussée : nous la maquillerons ».
Ayant récupéré ce qui restait de l'armée italienne après la défaite de Caporetto, il organise la résistance sur le Piave et le mont Grappa, d'où il rejoint ensuite l'ancien front sur le plateau d'Asiago et dans le sud du Trentin. L'armée italienne dispose ainsi d'un front de combat plus court, d'environ 170 kilomètres, où elle peut concentrer ses armées et faciliter ainsi sa défense. Les hommes déployés sur le mont Grappa (un point stratégique clé pour la défense italienne) ont également pu profiter des grands ouvrages de secours que Cadorna avait déjà fait construire en prévision d'une défaite similaire à celle de Caporetto, à la suite de la « Strafexpedition » (une route pour camions de la plaine au sommet, une route de campagne, deux téléphériques et une station de relevage d'eau. Tout ceci faisait partie de l'importante artère appelée la route de Cadorna (strada Cadorna). Diaz ne peut déployer que 33 divisions intactes et prêtes au combat, soit environ la moitié de celles disponibles avant Caporetto. Afin de regarnir les rangs, il a recours à la mobilisation des jeunes de 1899 (Les "garçons de 99") et, en février 1918, 25 autres divisions avaient été reconstituées. Le 8 décembre 1917, six divisions françaises et cinq divisions britanniques avec de l'artillerie et des unités de soutien (environ 130 000 Français et 110 000 Britanniques au total) avaient afflué en Italie et, bien qu'elles ne soient pas immédiatement entrées en action, elles servaient de réserve stratégique permettant à l'armée royale de concentrer ses troupes sur la ligne de front.

#### La restructuration de l'armée
Au moment de sa nomination à la tête de l'armée, Diaz avait 11 ans de moins que Cadorna et avait une expérience directe de la guerre de tranchées dans le Karst (ce qui manquait à son prédécesseur). Il n'est donc pas surprenant qu'il ait eu une idée beaucoup plus réaliste et moderne de la conduite de la guerre. Conscient de son expérience au sein de l'état-major de Cadorna, il décentralise de nombreuses fonctions auprès de ses subordonnés, se réservant un rôle de supervision et s'appuyant sur les deux sous-commandants (vice-commandants) qui l'encadrent, les généraux Gaetano Giardino (écarté en février 1917) et surtout Pietro Badoglio. Le torpillage continuel des commandants sous Cadorna avait encouragé la montée en grade des officiers subalternes au sein de l'armée, créant ainsi un environnement plus prêt à accepter les changements radicaux que Diaz prévoyait de mettre en œuvre. Le nouveau commandement suprême de l'armée italienne sous Diaz est mieux organisé (le général napolitain a probablement été aidé en cela par sa carrière d'avant-guerre dans les bureaux de l'état-major de l'armée), donnant confiance aux collaborateurs et aux subordonnés. La coopération et l'esprit d'équipe ont été favorisés par l'attribution de responsabilités concrètes et définies à chaque individu. Le service de renseignement de l'armée, dirigé par le colonel Odoardo Marchetti, est renforcé et devient un élément décisif dans la planification des opérations, tandis que le bureau des opérations, dirigé par le colonel Ugo Cavallero, assure un contrôle efficace de ce qui se passe sur le front, grâce également à un réseau d'officiers de liaison, ce qui n'était pas le cas sous Cadorna. Diaz s'occupe personnellement des relations, toujours en essayant de les maintenir bonnes, avec le roi et le gouvernement Orlando, reconnaissant la nécessité d'une collaboration étroite entre les forces politiques et l'armée, tout en continuant, comme son prédécesseur, à ne pas accepter d'ingérence extérieure dans sa sphère de responsabilité et de commandement. La même chose s'est produite en ce qui concerne les relations avec les autres États alliés.
Diaz et Badoglio tentent, avec des résultats passables, d'améliorer l'entraînement de l'infanterie italienne et de développer son armement (en distribuant aux unités individuelles des mitrailleuses Fiat-Revelli Mod. 1914, des pistolets mitrailleurs FIAT Mod.1915 Villar Perosa, des mortiers Stokes, des lance-flammes, des canons de 37 mm et des grenades à main). Sous Diaz, les premiers mousquets automatiques sont testés, 3 millions des meilleurs masques à gaz de fabrication anglaise sont distribués, la conception des premiers chars Fiat 3000 basés sur le modèle du Renault FT français est lancée et l'aviation est renforcée au point de dominer le ciel. L'artillerie est également renforcée par l'amélioration de l'entraînement, des techniques d'utilisation et de l'intensité des tirs. Une réorganisation et un renforcement du Corps d'Arditi ont également été effectués.
Surtout, Diaz consacre beaucoup d'attention à l'amélioration du traitement des soldats afin de soigner le moral des unités: la justice militaire reste sévère mais les pratiques les plus rigides sont abandonnées, en premier lieu la décimation; il y a des améliorations dans la nourriture (qui atteint 3 500 calories) et dans la préparation des postes, des postes plus courts sont introduits pour être passés en première ligne, la solde est améliorée et les congés sont augmentés en fréquence et en durée. Avec la collaboration du ministre du Trésor Francesco Saverio Nitti, une assurance gratuite de 500 lires pour les soldats et de 1 000 lires pour les diplômés est créée. Il a ensuite été établi en termes stricts que les blessés et les malades sortis des hôpitaux militaires devaient retourner dans leurs unités d'origine, plutôt que d'être envoyés là où ils se trouvaient, ce qui a renforcé l'harmonie entre les soldats. Les unités qui descendaient du front étaient assurées d'un repos effectif, d'un logement confortable et de possibilités de loisirs grâce au développement de centres de loisirs appelés "maisons du soldat", de magasins coopératifs, de l'organisation de spectacles, de manifestations sportives et de maisons closes.
Parmi les ressources déployées pour réagir à la défaite et réarmer l'esprit de résistance des soldats, on trouve un certain nombre d'intellectuels et d'artistes choisis parmi les soldats compétents dans ces domaines: ils sont employés à la rédaction de journaux de tranchées pour remonter le moral et divertir les armées engagées dans la défense du Piave et les soldats de l'arrière. C'est précisément dans la période comprise entre Caporetto et Vittorio Veneto que le recours aux dessinateurs, illustrateurs et peintres devient plus important que jamais: ils sont chargés de créer des caricatures pour les journaux des armées, des affiches de propagande, des cartes postales et, en général, de rendre l'imagerie de la guerre et des événements au front plus efficace et communicative. Ces "troupes choisies" d'intellectuels militaires trouvent leur identité et leur voix dans le service P (servizio P - Propagande), qui a pour but de mettre en œuvre une vaste campagne de promotion de l'esprit patriotique, en utilisant la psychologie, la pédagogie et surtout la rhétorique.
Dans le même temps, le service P (Propagande) planifie et améliore la censure, notamment des journaux. Dans ce cas, on s'efforce de rendre les nouvelles plus simples et plus idéologiques, en éliminant des journaux destinés aux troupes les relations avec les pays alliés, les événements en Russie, les quatorze points de Wilson et surtout la paix. En même temps, on fait l'éloge de la guerre d'Italie, les nouvelles ont un caractère éducatif et politique, s'adressant en particulier au soldat, qui de cette façon garde le contact avec le pays: la propagande est ainsi réalisée sans l'utilisation de rimes ou d'affiches ronflantes, mais avec un commentaire naturel des nouvelles. Il était donc fondamental de collaborer à la rédaction des journaux propres aux soldats, parfois rédigés par de très petits départements, où le fantassin avait la possibilité de lire et de s'identifier aux caricatures amusantes, souvent réalisées par des hommes qu'il connaissait, qui célébraient son département et représentaient avec humour la vie dans les tranchées.

#### Vittorio Veneto
À l'automne 1918, il mène les troupes italiennes à la victoire, en commençant l'offensive le 24 octobre, avec 58 divisions (51 italiennes, 3 britanniques, 2 françaises, 1 tchécoslovaque, 1 régiment américain) contre 73 divisions autrichiennes. Le plan n'était pas d'attaquer de front, mais de se concentrer sur un seul point - Vittorio Veneto - pour briser le front ennemi. Initiant une manœuvre de diversion, Diaz attire tous les renforts autrichiens le long du Piave, que l'ennemi croit être le point d'attaque principal, les forçant à l'inaction en raison de la crue du fleuve.

Dans la nuit du 28 au 29 octobre, Diaz passe à l'attaque, avec des têtes de pont isolées avançant le long du centre du front, déployant leurs ailes pour couvrir l'avancée. Le front de l'armée austro-hongroise s'est disloqué, déclenchant une réaction en chaîne ingouvernable. Le 30 octobre, l'armée italienne atteint Vittorio Veneto, tandis que les autres armées traversent le Piave et avancent, arrivant à Trente le 3 novembre. Le 4 novembre 1918, l'Autriche-Hongrie capitule et, pour marquer cet événement historique, Diaz rédige le célèbre Bulletin de la victoire (Bollettino della Vittoria), dans lequel il annonce la déroute de l'armée ennemie et le succès italien.
Dans les années qui ont suivi, il s'est rappelé ces jours heureux sans aucune présomption, mais conscient de l'importance du travail qu'il avait accompli. Il a déclaré : "Je ne me fais pas d'illusions sur moi-même, mais je peux dire que j'ai eu un mérite: celui d'équilibrer les forces et les esprits des autres, de faire régner le calme parmi mes généraux et la confiance parmi mes troupes. Je pense que c'est ce qui me caractérise"; un jugement avec lequel, des décennies plus tard, l'historien Denis Mack Smith sera d'accord, écrivant: "Cadorna a été remplacé par Diaz, un Napolitain d'origine espagnole. Il se préoccupe davantage du bien-être matériel de ses hommes et met en place des bureaux de propagande chargés d'expliquer aux soldats la conduite et les objectifs de la guerre". 

À la fin de la guerre, Diaz reçoit le titre de "duc de la Victoire" par décret royal le 24 décembre 1921 et par lettres patentes royales le 11 février 1923.
"Armando Diaz a soudé avec un joyau d'une beauté incomparable la brillante chaîne d'or, modelée par le feu de cette passion, dont le premier maillon se retrouve dans la distance du temps parmi les conspirations, les galères et les potences. Le Bulletin de la Victoire, que chaque Italien relit avec une âme reconnaissante et un cœur ému, est profondément gravé dans une table en diamant et l'evi passera dessus sans l'égratigner, plus fort que le temps qui écrase et détruit tout. Elle porte à son pied le nom de Diaz, qui apparaîtra aux peuples lointains entouré de gloire, comme celui d'une divinité, à laquelle l'histoire et le destin d'un grand Peuple sont indissolublement liés".
(Giovanni Favoino di Giura, in Il Vittoriale, N.3 - Année IV, New York, mars 1928)

### Ministre de la guerre
Le 24 février 1918, il est nommé sénateur du Royaume par le roi.
En 1921, Diaz est le premier italien à être honoré d'un défilé de Ticker-tape parade par la ville de New York, à l'occasion de son voyage aux États-Unis. Au cours du même voyage, le 1er novembre, Armando Diaz s'est rendu à Kansas City pour participer à la cérémonie d'inauguration du Mémorial de la Liberté (National World War I Museum and Memorial) - le monument national américain commémorant la Grande Guerre - qui avait été érigé dans cette ville. Étaient également présents pour l'occasion les autres commandants victorieux des nations de l'Entente : le lieutenant-général Alphonse Jacques de Dixmude de Belgique, l'amiral David Beatty de Grande-Bretagne, le maréchal Ferdinand Foch de France et le général John J. Pershing des États-Unis. Le vice-président américain Calvin Coolidge les a reçus.
Allant à l'encontre des conseils de Pietro Badoglio, Diaz déconseille une solution militaire à la crise déclenchée par la Marche sur Rome en 1922. Après avoir rejoint le premier gouvernement Mussolini, à la condition précise du roi Vittorio Emanuele III, qui entendait y placer une figure monarchiste prestigieuse et loyale, il devient ministre de la Guerre, lançant la réforme des forces armées et acceptant la constitution de la Milizia Volontaria per la Sicurezza Nazionale (Milice volontaire pour la sécurité nationale) soumise au pouvoir personnel de Mussolini. 

Lorsque son expérience gouvernementale prend fin le 30 avril 1924, il se retire dans la vie privée.

### Ses dernières années

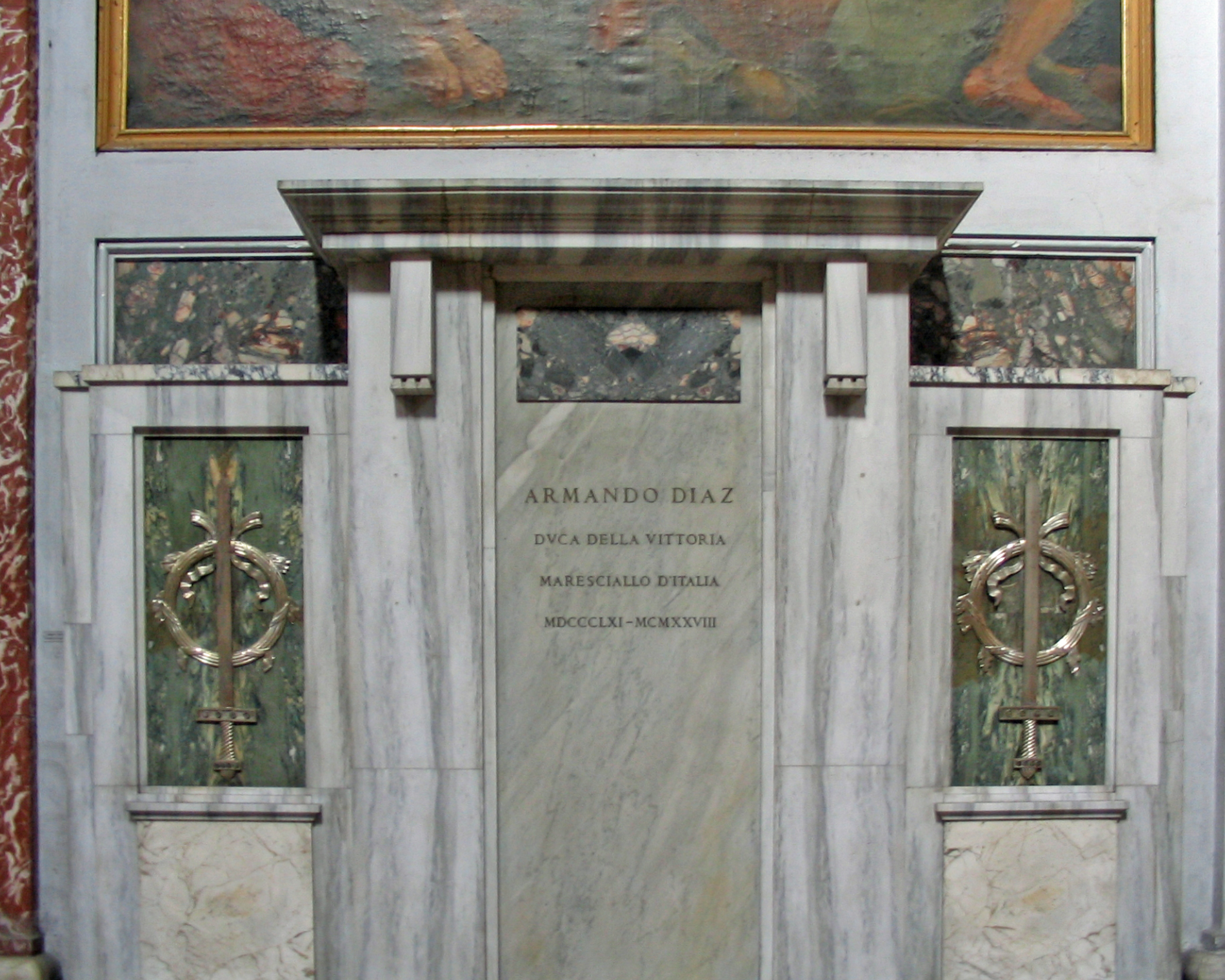
Tombe de Diaz

La même année, il se voit attribuer, avec le général Cadorna, le grade de maréchal d'Italie, créé expressément par Mussolini pour honorer les commandants d'armée de la Première Guerre mondiale. Selon Aldo A. Mola, l'appartenance d'Armando Diaz à la franc-maçonnerie est affirmée mais non vérifiée.
Il est mort en 1928 et est enterré à Rome dans la basilique de Santa Maria degli Angeli e dei Martiri (en français Basilique Sainte-Marie-des-Anges-et-des-Martyrs), où il repose à côté de l'amiral Paolo Emilio Thaon di Revel.

### Promotions militaires
- Sous-lieutenant (sottotenente): 29 juillet 1882
- Lieutenant (tenente): 12 avril 1884
- Capitaine (capitano): 30 mars 1890
- Major (maggiore): 19 septembre 1899
- Lieutenant Colonel (tenente colonnello): 5 avril 1905
- Colonel (colonnello): 23 juin 1910
- Général de brigade (maggiore generale): 1er octobre 1914
- Général de division (tenente generale): 29 juin 1916
- Général des armées (Generale dell'esercito): 4 novembre 1918
- Maréchal d'Italie (Maresciallo d'Italia): 3 novembre 1924

### Postes et titres
- Inspecteur général de l'armée (24 novembre 1919)
- Chef d'état-major de l'armée (8 novembre 1917-24 novembre 1919)
- Vice-président du Conseil de l'Armée (février 1921)
- Vice-président de la Commission suprême de défense ([après le 30 avril 1924]-29 février 1928)
- Membre honoraire de l'Accademia dei Lincei, Rome (9 mars 1919)
- Membre de l'Académie nationale des sciences, des lettres et des arts de Modène (1918)
- Membre du Comité national du Risorgimento
- Membre de la société de géographie italienne (1919)

### Commissions
- Membre de la Commission de politique étrangère (19 juillet 1920-7 avril 1921), président de la Commission de politique étrangère (19 juin 1921-31 octobre 1922. Déclaré)

## Tableau généalogique de la famille portant le titre de Duca della Vittoria
Famille Diaz
- Armando Vittorio, I duca (1861-1928) 
 ⚭ Sarah De Rosa

- Marcello, II duca (1903-1975) 
 ⚭ Flaminia Macchi

- Armando Vittorio, III duca(1940- ) 
 ⚭ Maria Camilla Pallavicini

- Sigieri Maria Guglielmo (1969- ) 
 ⚭ Carlotta Calabresi

- Francesco (2007- )

## Décorations

### Décorations italiennes
- Chevalier de l'ordre suprême de la Très Sainte Annonciade – 1919
- Chevalier grand-croix de l'ordre des Saints-Maurice-et-Lazare – 1919
- Chevalier grand-croix de l'ordre militaire de Savoie – « Parce que, ayant été nommé chef d'état-major de l'armée dans une situation de guerre très difficile, il a su atteindre un tel degré de préparation morale et guerrière des troupes, avec une organisation astucieuse et une direction efficace, toujours fortement inspirée par les intérêts du pays, qu'il a pu surmonter victorieusement la difficile épreuve d'une grande bataille engagée par l'ennemi avec des forces et des moyens imposants »[19]– 24 mai 1919[20]
- Chevalier grand-croix de l'ordre de la Couronne d'Italie – 1919
- Médaille d'argent de la valeur militaire – « En tant que commandant de corps d'armée, lors d'une reconnaissance dans les lignes les plus avancées, il a été touché au bras par un plomb de grenade à double effet. Surmontant l'amère souffrance produite par la blessure, il parvint à les dissimuler toutes les deux et continua, imperturbable, jusqu'à la fin de sa tâche, s'occupant, avec sa sérénité et son intérêt habituels, de chaque détail, et se laissant soigner seulement quelques heures plus tard : un noble exemple de force d'esprit et de sens du devoir » – 3 octobre 1917
- Médaille d'argent de la valeur militaire
- Croix du Mérite de la guerre, deuxième concession
- Médaille commémorative de la guerre italo-turque 1911-1912 – 1912
- Médaille commémorative de la guerre italo-autrichienne 1915-1918 (campagne de 4 ans) – 1920
- Médaille commémorative l'unification de l'Italie 1848-1918 – 1922
- Médaille italienne de la victoire interalliée (1918) – 1920
- Médaille du Mérite militaire de la Mauricie de dix années pour les officiers généraux

### Décorations étrangères
- Commandeur de l'ordre du Dragon d'Annam (empire du Vietnam, pour le gouvernement français)
- Commandeur de l'ordre impérial de François-Joseph (Empire austro-hongrois)
- Chevalier grand-croix de l'ordre de Léopold (Belgique)
- Croix de guerre 1914-1918 (Belgique)
- Chevalier grand-croix de l'ordre du Lion blanc (Tchécoslovaquie) – 20 juillet 1926
- Chevalier grand-croix de l'ordre de l'Épi d'or (Chine)
- Chevalier de l'ordre de la Liberté (Estonie)
- Chevalier grand-croix de l'ordre national de la Légion d'honneur (France)
- Médaille militaire (France)

- Croix de guerre 1914-1918 (France)
- Grand cordon de l'ordre du Chrysanthème (Japon)
- Chevalier grand-croix de l'ordre du prince Danilo Ier (royaume du Monténégro)
- Chevalier grand-croix de l'ordre Polonia Restituta (Pologne) – 1922
- Croix de commandeur de l'ordre militaire de Virtuti Militari (Pologne)
- Chevalier grand-croix de l'ordre militaire de la Tour et de l'Épée, de la Valeur, de la Loyauté et du Mérite (Portugal)
- Chevalier grand-croix de l'ordre militaire de Saint-Benoît d'Avis (Portugal)
- Chevalier de première classe de l'ordre de l'Aigle rouge (royaume de Prusse)
- Chevalier grand-croix honoraire du très honorable ordre du Bain, division militaire (GCB, mil., UK) – 1919
- Membre de première classe de l'ordre de Michel le Brave (royaume de Roumanie)
- Chevalier grand-croix de l'ordre équestre pour le mérite civil et militaire de Saint-Marin (république de Saint-Marin) – 23 novembre 1918
- Bailli grand-croix d'honneur et de dévouement de l'ordre souverain militaire et hospitalier de Saint-Jean de Jérusalem, de Rhodes et de Malte – 1919
- Collier de l'ordre royal de Charles III d'Espagne (Espagne) – 18 avril 1921
- Distinguished Service Medal (États-Unis d'Amérique)

## Sources
- (it) Cet article est partiellement ou en totalité issu de l’article de Wikipédia en italien intitulé « Armando Diaz » (voir la liste des auteurs).